# Wout Weghorst
Wout Weghorst (* 7. srpna 1992 Borne) je nizozemský profesionální fotbalista, který hraje na pozici útočníka v německém klubu TSG 1899 Hoffenheim, kde je na hostování z Burnley, a v nizozemském národním týmu.

## Reprezentační kariéra
V březnu 2018 byl poprvé povolán Ronaldem Koemanem do nizozemské reprezentace. Debutoval v přátelském utkání proti Anglii 23. března 2018 v Amsterdam Areně.
V květnu 2021 byl povolán na závěrečný turnaj Euro 2020; v úvodním zápase základní skupiny dal gól při výhře 3:2 proti Ukrajině.

## Styl hry
Při výšce 197 cm je Weghorst typickým hrotovým útočníkem a díky své schopnosti udržet balón v soupeřícím pokutovém území a přesné mušce je velmi produktivním hráčem.

## Statistiky

### Klubové
K 22. května 2021
| Klub            | Sezóna  | Liga           | Liga   | Liga | Pohár  | Pohár | Evropské poháry | Evropské poháry | Ostatní | Ostatní | Celkem | Celkem |
| Klub            | Sezóna  | Liga           | Zápasy | Góly | Zápasy | Góly  | Zápasy          | Góly            | Zápasy  | Góly    | Zápasy | Góly   |
| --------------- | ------- | -------------- | ------ | ---- | ------ | ----- | --------------- | --------------- | ------- | ------- | ------ | ------ |
| FC Emmen        | 2012/13 | Eerste Divisie | 28     | 8    | 2      | 0     | —               | —               | —       | —       | 30     | 8      |
| FC Emmen        | 2013/14 | Eerste Divisie | 34     | 12   | 2      | 1     | —               | —               | —       | —       | 36     | 13     |
| FC Emmen        | Celkem  | Celkem         | 62     | 20   | 4      | 1     | —               | —               | —       | —       | 66     | 21     |
| Heracles Almelo | 2014/15 | Eredivisie     | 31     | 8    | 3      | 1     | —               | —               | —       | —       | 34     | 9      |
| Heracles Almelo | 2015/16 | Eredivisie     | 33     | 12   | 2      | 1     | —               | —               | 4       | 2       | 39     | 15     |
| Heracles Almelo | Celkem  | Celkem         | 64     | 20   | 5      | 2     | —               | —               | 4       | 2       | 73     | 24     |
| AZ Alkmaar      | 2016/17 | Eredivisie     | 29     | 13   | 4      | 0     | 12              | 1               | 4       | 4       | 49     | 18     |
| AZ Alkmaar      | 2017/18 | Eredivisie     | 31     | 18   | 6      | 9     | —               | —               | 0       | 0       | 37     | 27     |
| AZ Alkmaar      | Celkem  | Celkem         | 60     | 31   | 10     | 9     | 12              | 1               | 4       | 4       | 86     | 45     |
| VfL Wolfsburg   | 2018/19 | Bundesliga     | 34     | 17   | 2      | 1     | —               | —               | —       | —       | 36     | 18     |
| VfL Wolfsburg   | 2019/20 | Bundesliga     | 32     | 16   | 2      | 2     | 9               | 2               | —       | —       | 43     | 20     |
| VfL Wolfsburg   | 2020/21 | Bundesliga     | 34     | 20   | 4      | 3     | 3               | 2               | —       | —       | 41     | 25     |
| VfL Wolfsburg   | Celkem  | Celkem         | 100    | 53   | 8      | 6     | 12              | 4               | —       | —       | 120    | 63     |
| Celkem          | Celkem  | Celkem         | 287    | 124  | 27     | 18    | 24              | 5               | 8       | 6       | 345    | 153    |

### Reprezentační
K 13. červnu 2021
| Nizozemsko | Nizozemsko | Nizozemsko |
| Rok        | Zápasy     | Góly       |
| ---------- | ---------- | ---------- |
| 2018       | 3          | 0          |
| 2019       | 1          | 0          |
| 2020       | 0          | 0          |
| 2021       | 3          | 2          |
| Celkem     | 7          | 2          |

#### Reprezentační góly
K zápasu odehranému 13. června 2021. Skóre a výsledky Nizozemska jsou vždy zapisovány jako první.
| Gól | Datum           | Místo                                     | Soupeř   | Skóre | Výsledek | Soutěž                  |
| --- | --------------- | ----------------------------------------- | -------- | ----- | -------- | ----------------------- |
| 1.  | 6. června 2021  | De Grolsch Veste, Enschede, Nizozemsko    | Gruzie   | 2:0   | 3:0      | Přátelský zápas         |
| 2.  | 13. června 2021 | Johan Cruyff Arena, Amsterdam, Nizozemsko | Ukrajina | 2:0   | 3:2      | Mistrovství Evropy 2020 |